# BofA Securities
De BoFa Securities (voorheen Bank of America Merrill Lynch) is een onderdeel (divisie) van de Bank of America. De bank verleent onder andere diensten op het gebied van fusies en aankopen, handel, risicomanagement en onderzoek. 
De divisie is gevormd door de combinatie van onderdelen van de Bank of America en Merrill Lynch, als gevolg van de aankoop van Merrill Lynch door de Bank of America in januari 2009.
Het hoofdkantoor van de bank is gevestigd in New York, maar de bank heeft vele vestigingen buiten de VS, waaronder in Amsterdam, Antwerpen, Dublin, Bahrein en Kaapstad.
De Nederlandse politica Neelie Kroes is vanaf 2015 adviseur van deze bank.